# Liste der Baudenkmäler im Rhein-Kreis Neuss
Die Liste der Baudenkmäler im Rhein-Kreis Neuss enthält die denkmalgeschützten Bauwerke im Rhein-Kreis Neuss (Stand: März 2011). Diese Baudenkmäler sind in Teil A der Denkmalliste eingetragen; Grundlage für die Aufnahme ist das Denkmalschutzgesetz Nordrhein-Westfalen (DSchG NRW).

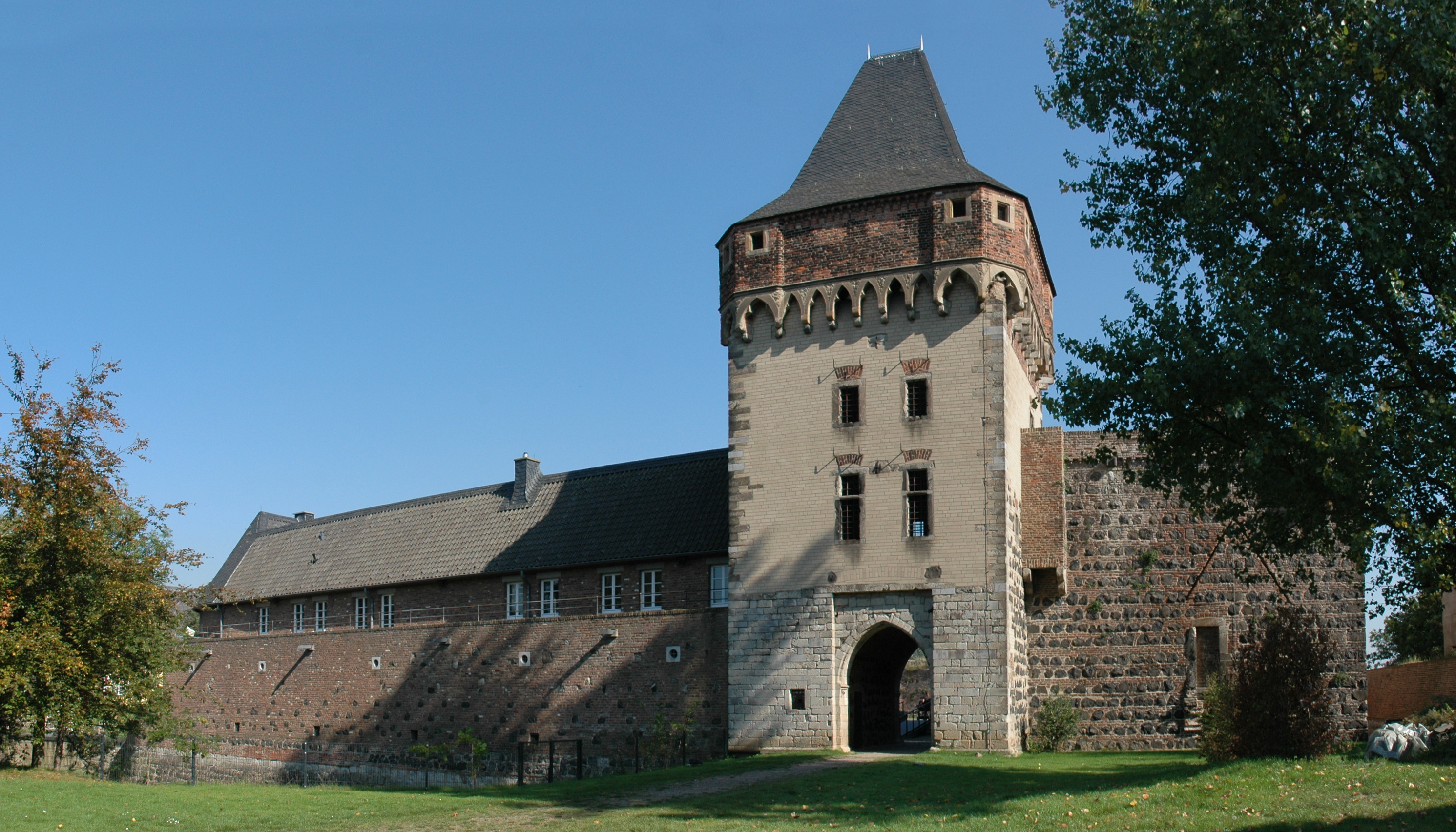
Burg Friedestrom Zons (Dormagen)
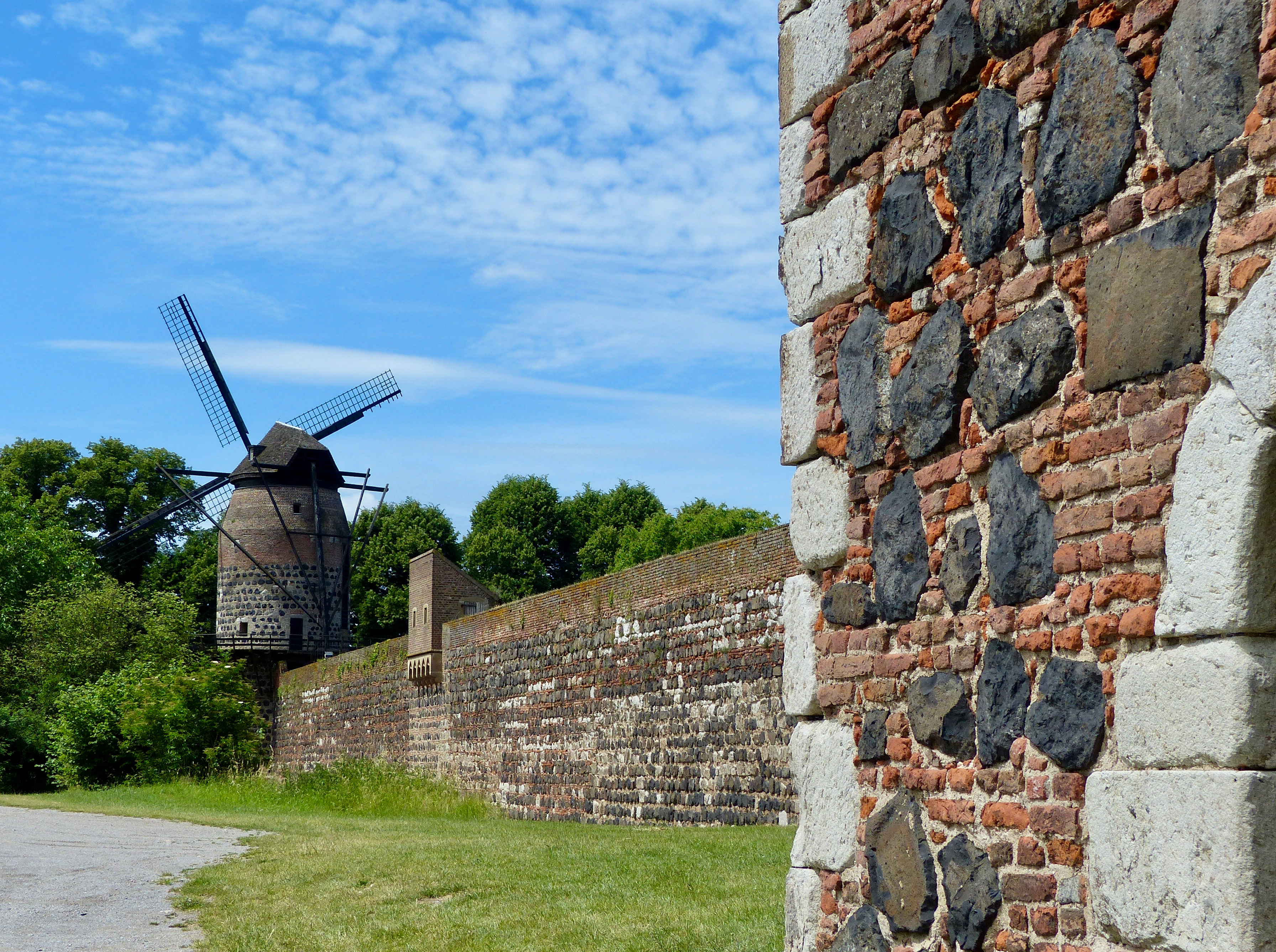
Stadtbefestigung Zons (Dormagen)
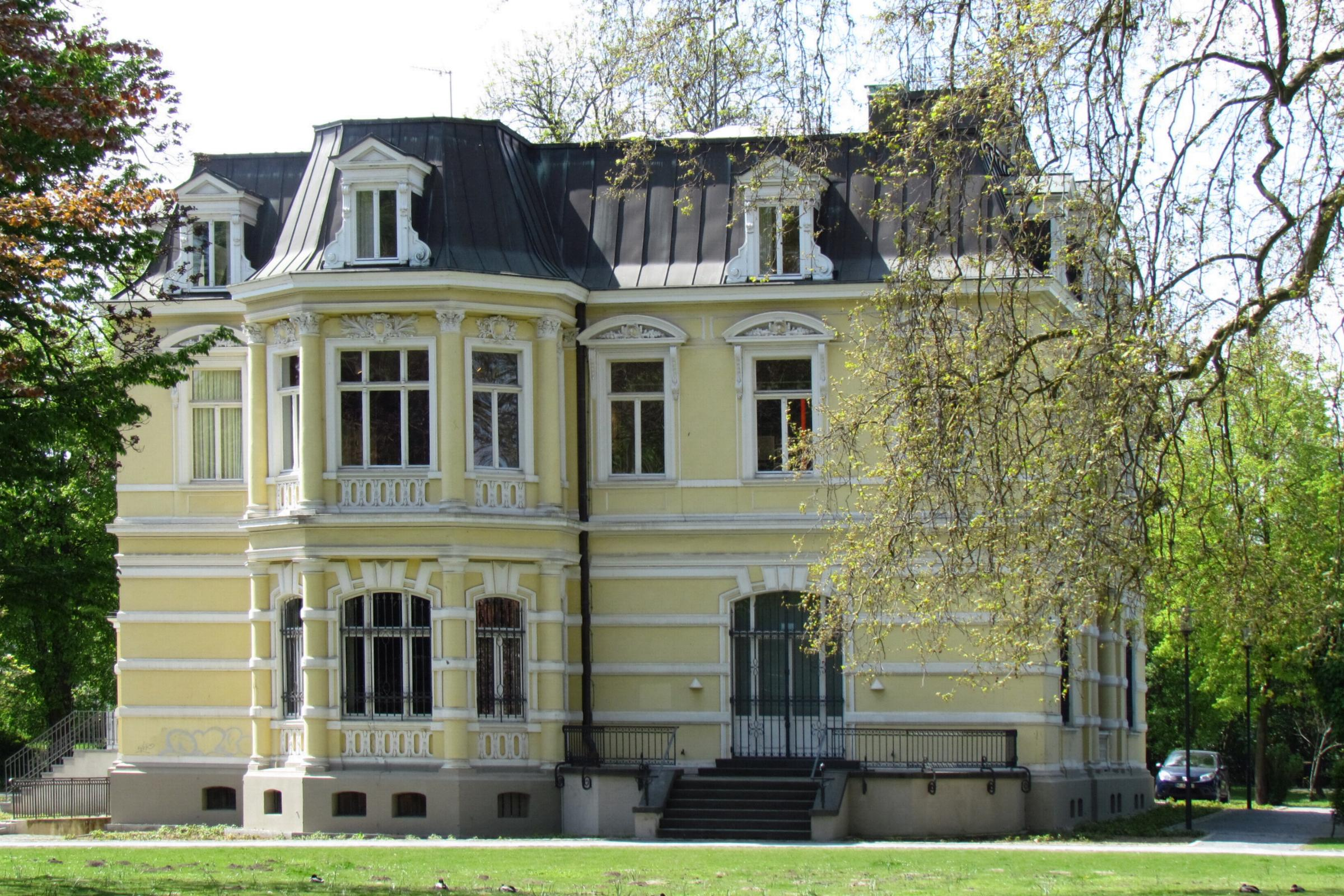
Villa Erckens (1888) (Grevenbroich)
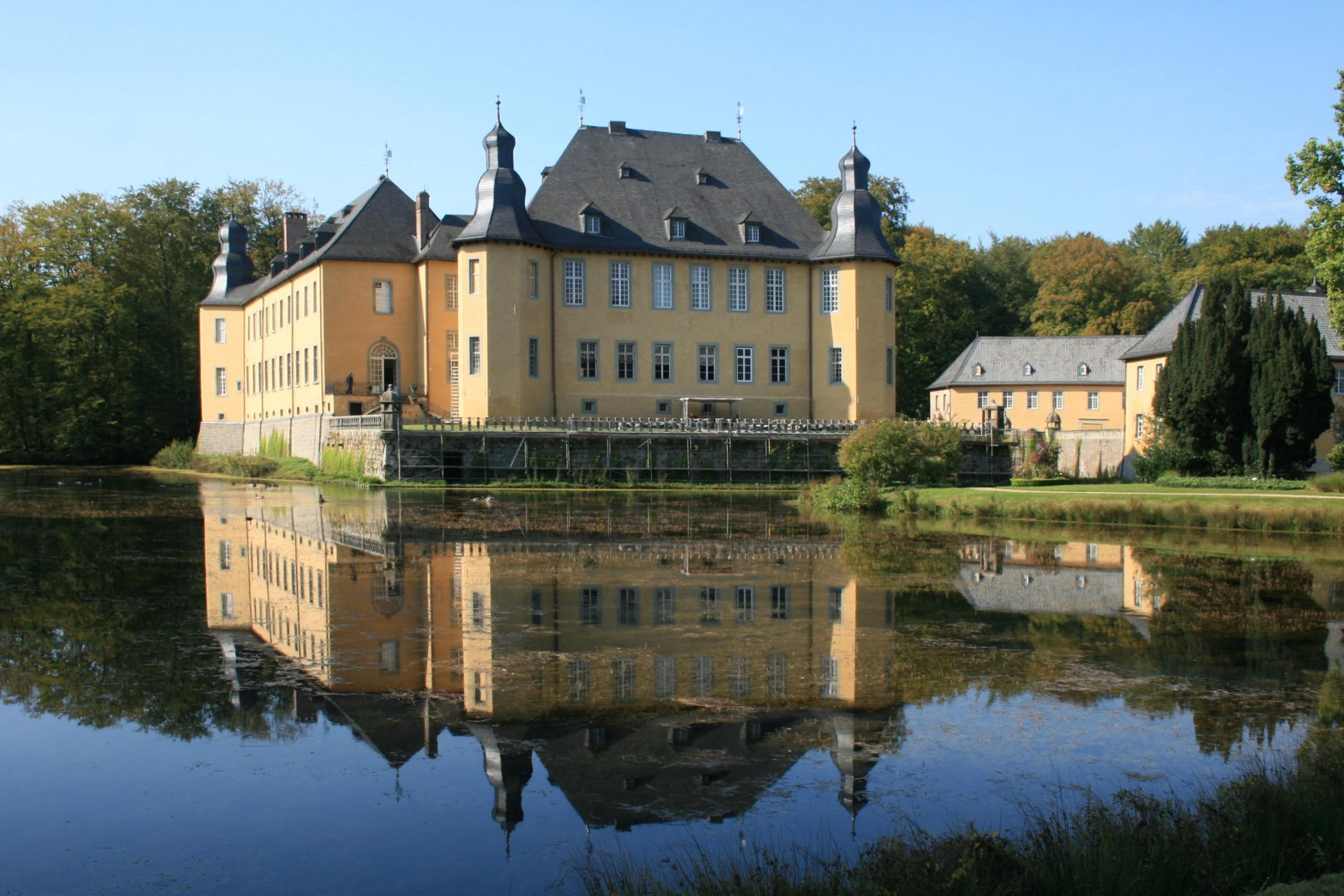
Schloss Dyck (Jüchen)
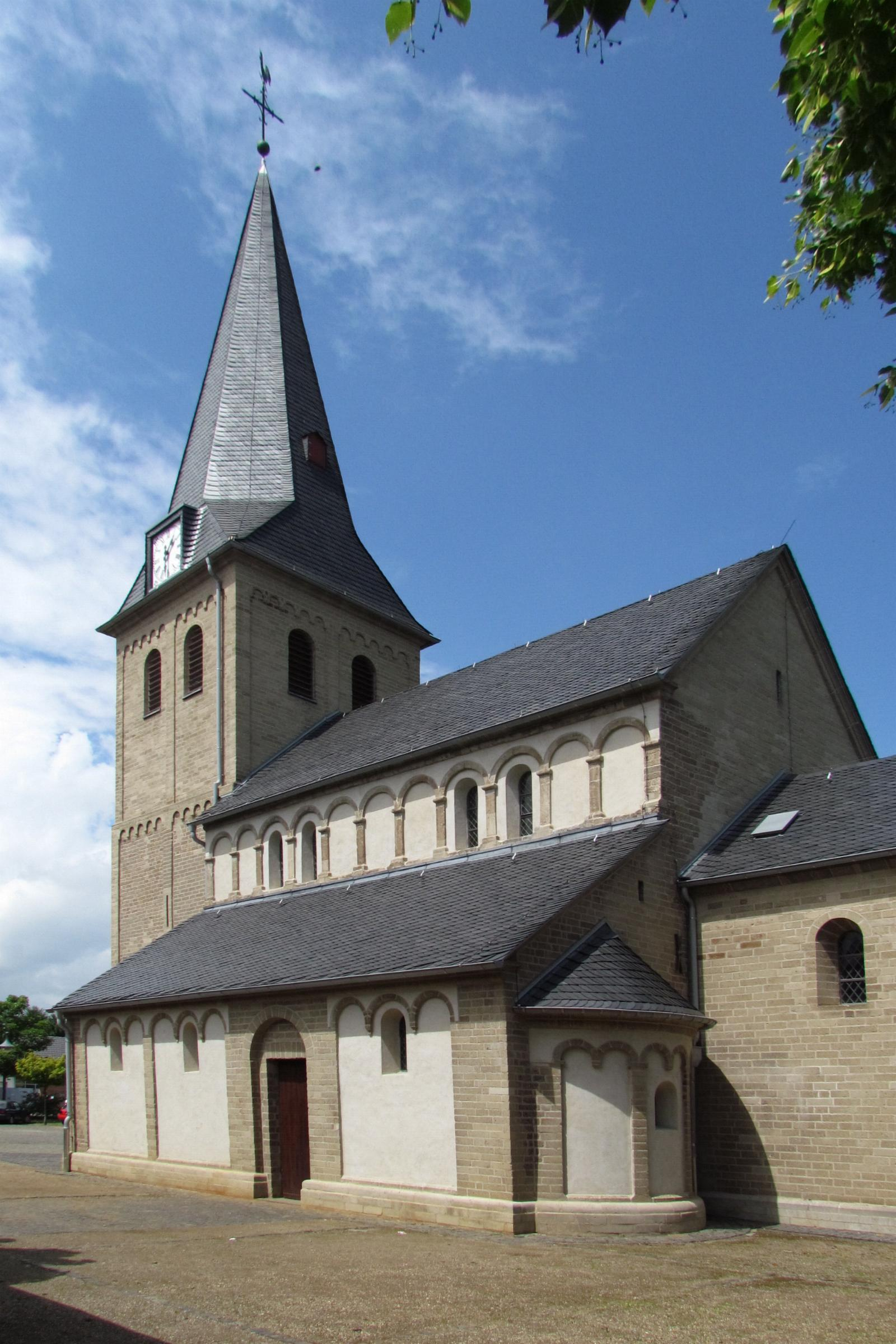
Alte Pfarrkirche St. Martinus (Kaarst)
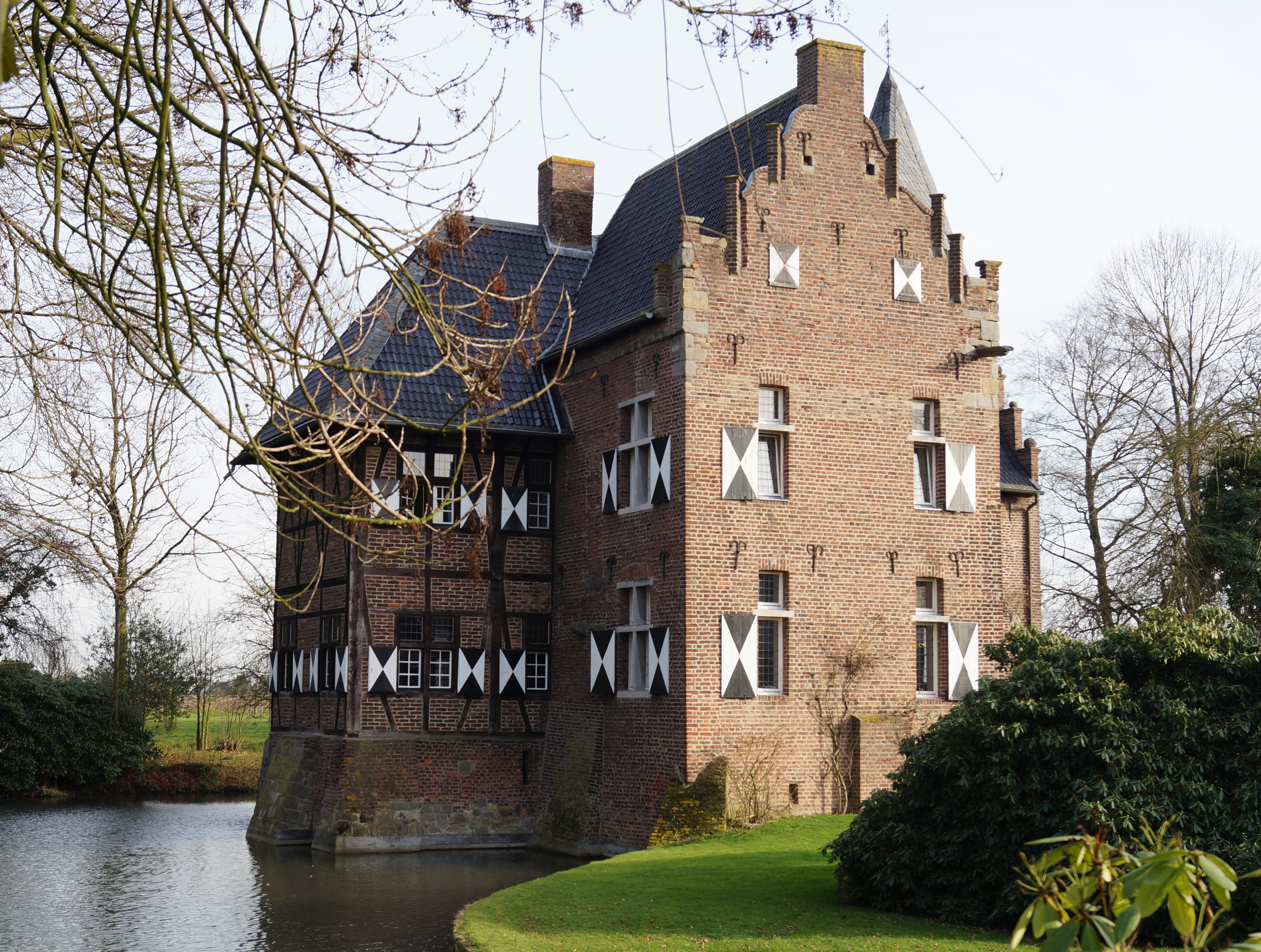
Wasserburg Haus Fürth Liedberg (16. J.) (Korschenbroich)
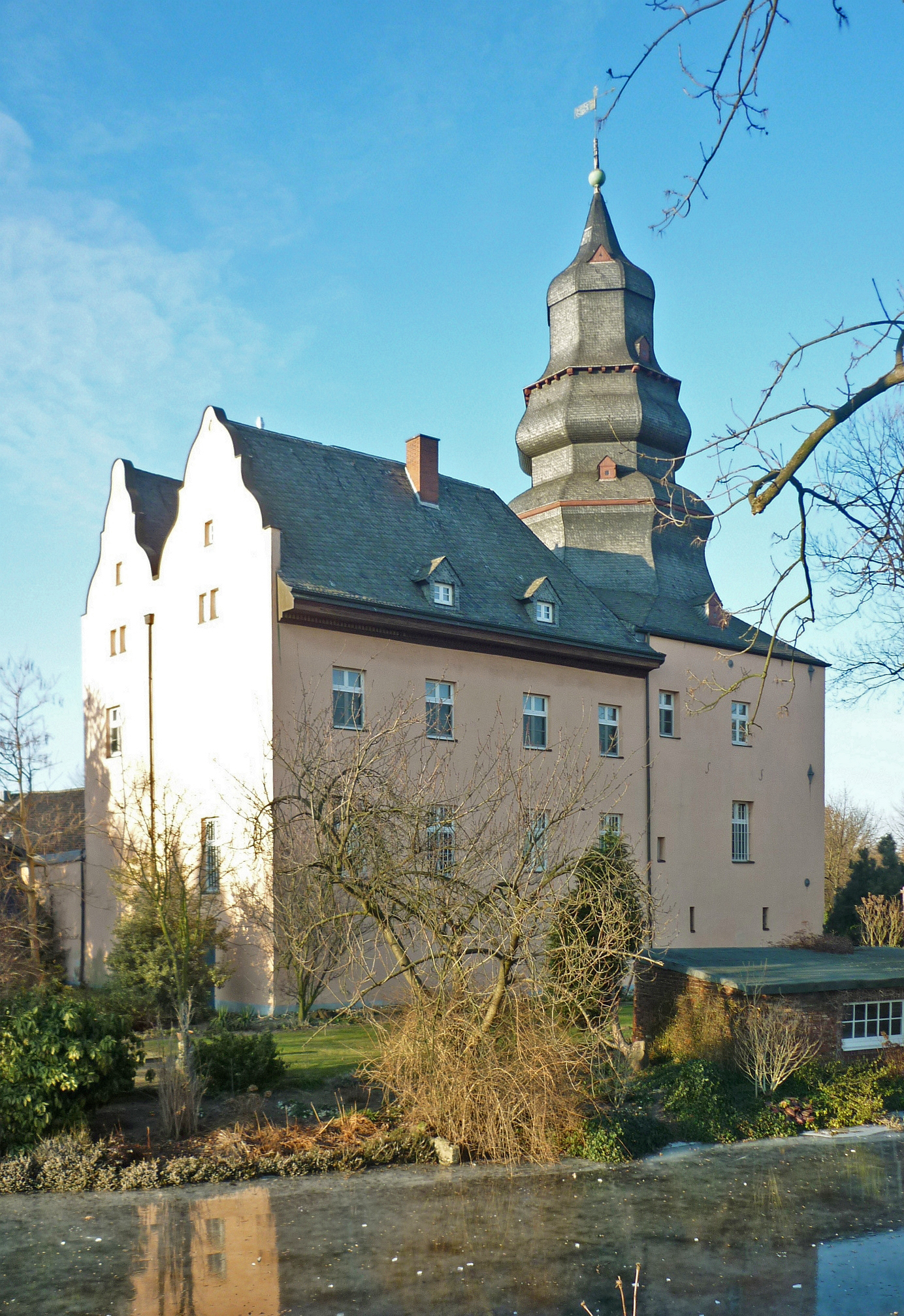
Ehem. Wasserburg Dyckhof (1666) Büderich (Meerbusch)
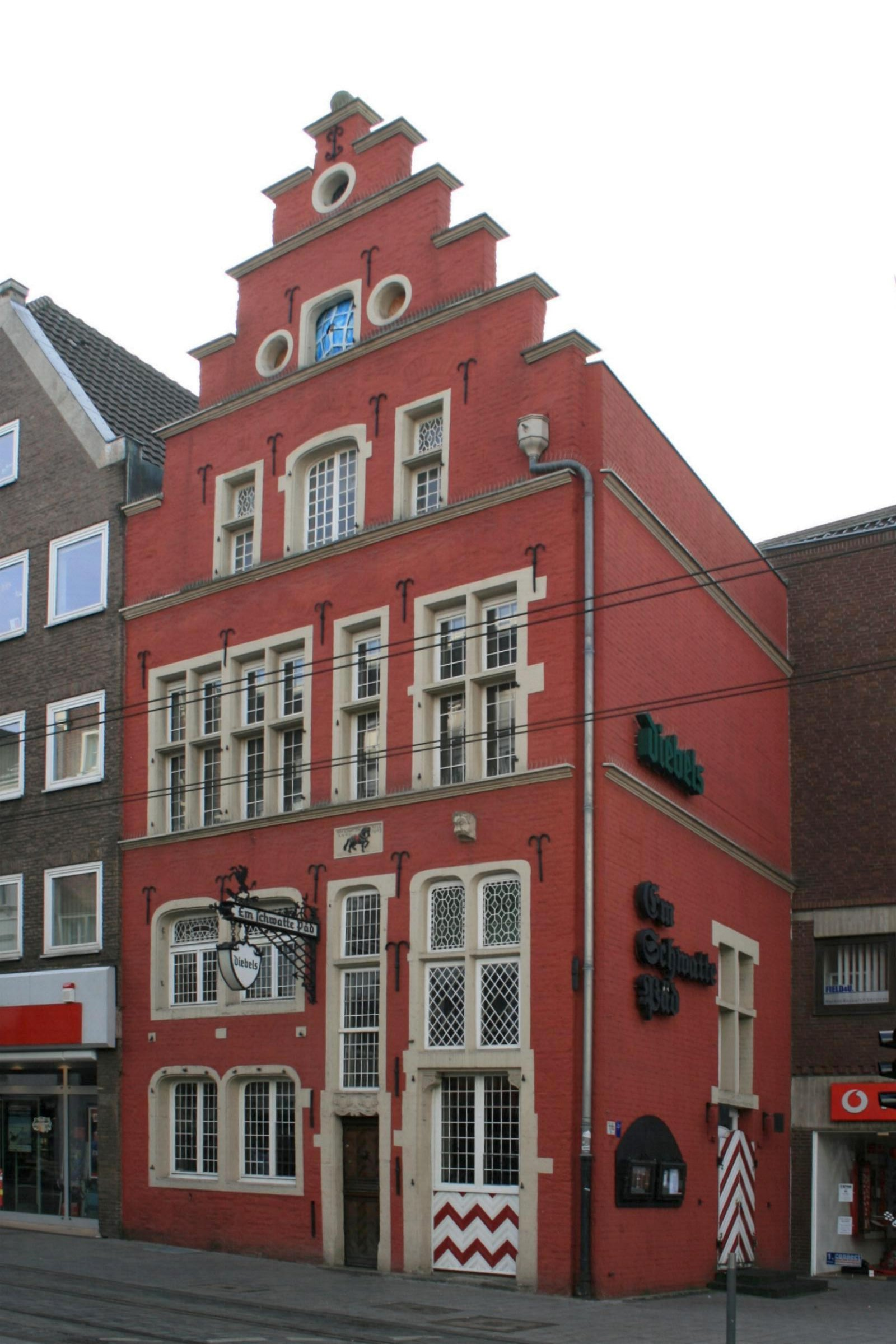
Bürgerhaus (1604) (Neuss)
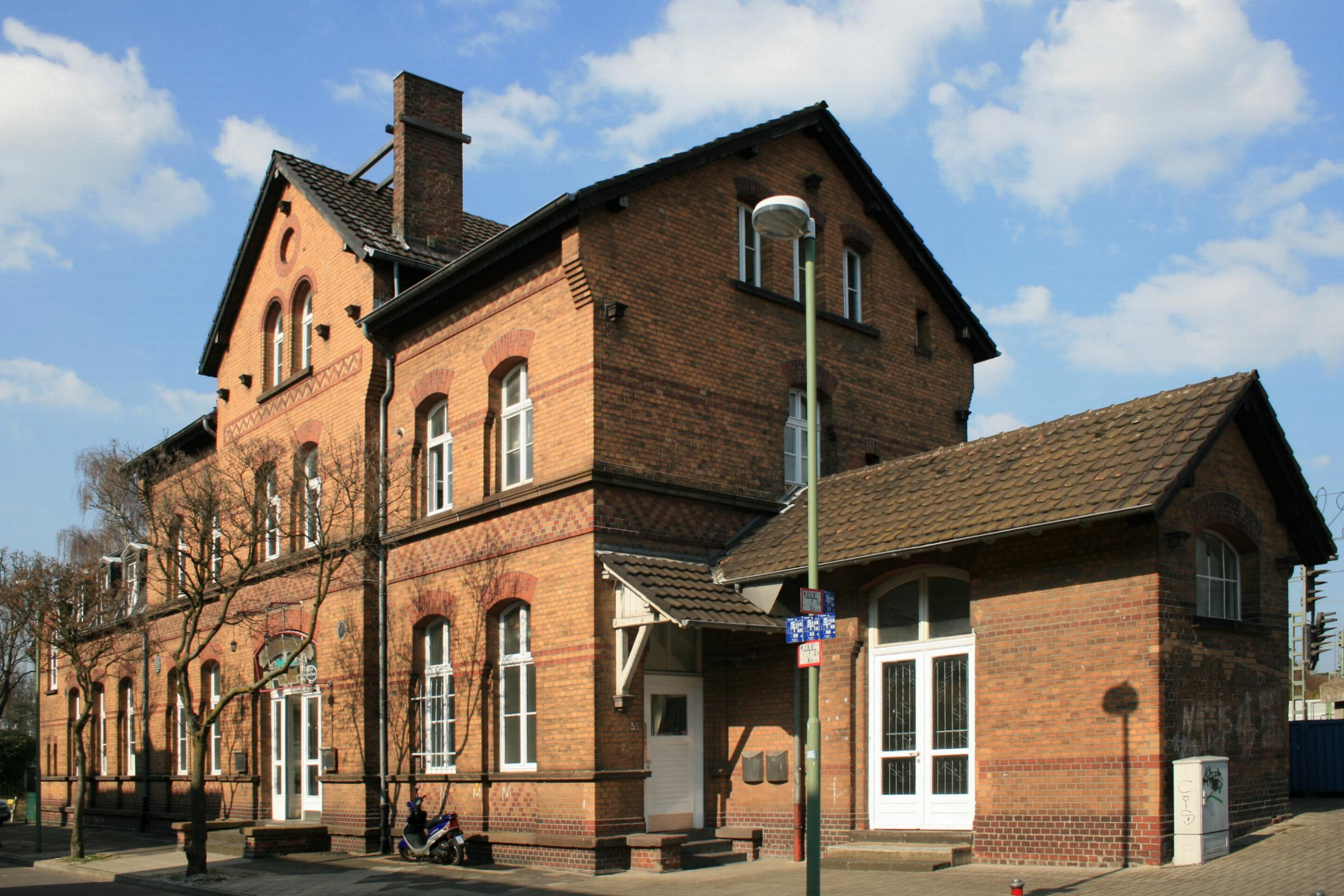
Ehem. Bahnhof (Neuss)
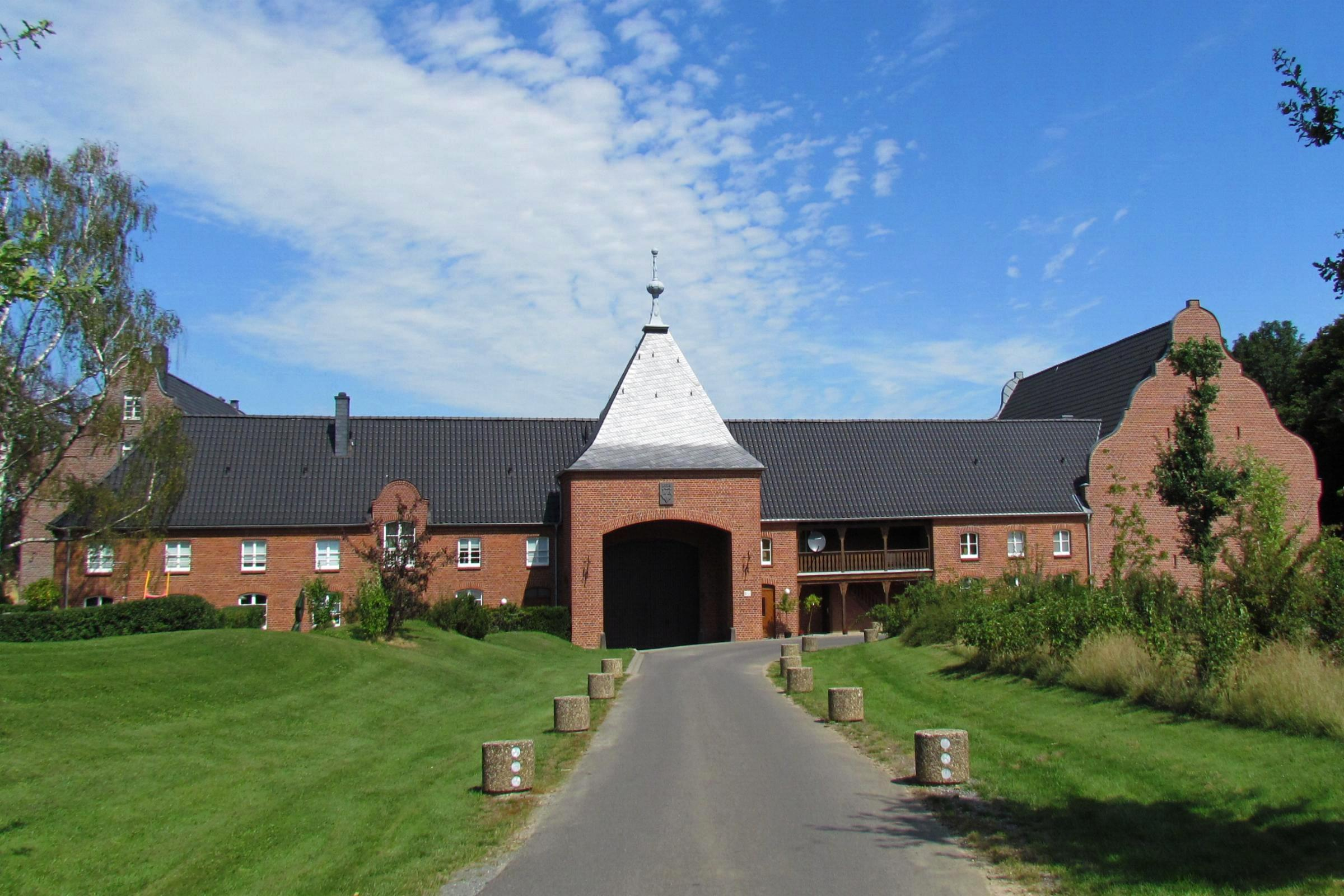
Ramrather Hof (Rommerskirchen)

Dormagen
- Liste der Baudenkmäler in Dormagen

Grevenbroich
- Liste der Baudenkmäler in Grevenbroich

Jüchen
- Liste der Baudenkmäler in Jüchen

Kaarst
- Liste der Baudenkmäler in Kaarst

Korschenbroich
- Liste der Baudenkmäler in Korschenbroich

Meerbusch
- Liste der Baudenkmäler in Meerbusch

Neuss
Wegen des Umfanges der Liste ist die Denkmalliste Neuss in folgende Bereiche unterteilt:
- Liste der Baudenkmäler in Neuss (1/001–1/099)
- Liste der Baudenkmäler in Neuss (1/100–1/199)
- Liste der Baudenkmäler in Neuss (1/200–1/299)
- Liste der Baudenkmäler in Neuss (1/300–1/399)
- Liste der Baudenkmäler in Neuss (1/400–1/499)
- Liste der Baudenkmäler in Neuss (1/500–1/580)

Rommerskirchen
- Liste der Baudenkmäler in Rommerskirchen